# Lúcio Martins Rodrigues
Lúcio Martins Rodrigues (Santos, 8 de abril de 1876 — São Paulo, 19 de agosto de 1970) foi um engenheiro, pesquisador e professor universitário brasileiro.
Foi professor da Escola Politécnica da Universidade de São Paulo por 41 anos e reitor da mesma universidade de 1938 a 1939. Tornou-se diretor da Escola Politécnica em 1941 e aposentou-se em 1943. Foi um dos engenheiros responsáveis pelas obras da Estrada de Ferro Central do Brasil, além de ter feito parte da comissão de saneamento de São Paulo e de ter auxiliado na construção do Porto de Santos.

## Biografia
Nasceu em Santos, no litoral de São Paulo, em 1876. Era filho do advogado Alexandre Augusto Martins Rodrigues e de Mariana Josefina Martins Rodrigues. Com apenas 6 anos, perdeu o pai prematuramente e sua mãe mudou-se para o Rio de Janeiro. Na capital fluminense, fez o antigo primário no Colégio Pedro II, retornando, entretanto, à cidade natal para concluir os estudos secundários.
Com 15 anos, ingressou no curso de engenharia da Escola Politécnica do Rio de Janeiro e em 1894 concluiu a graduação, com 18 anos. Iniciou sua carreira profissional como fiscal da Companhia Docas de Santos. Em 1897 já fazia parte do quadro de engenheiros responsáveis pelas obras da Estrada de Ferro Central do Brasil, e seus levantamentos topográficos foram muito importantes para a construção do trecho de Sabará a Curvelo no Estado de Minas Gerais.
Ingressou no magistério em 1901 como o primeiro colocado no concurso para o Ginásio do Estado, em Campinas, sendo nomeado pelo presidente do Estado, Francisco de Paula Rodrigues Alves, para o cargo de professor titular, e assumindo a cadeira de Mecânica e Astronomia.
Nessa mesma época, interessou-se por lecionar na Escola Politécnica de São Paulo (depois parte da Universidade de São Paulo, a USP). Em 1902, tornou-se substituto na primeira seção de matemática do curso de engenharia, na cadeira de Astronomia e Geodésia. Dois anos depois, por ato do presidente do Estado Bernardino de Campos em 16 de abril de 1904, tornou-se professor efetivo, provimento então de caráter vitalício. Em 1932, tornou-se titular de Topografia, Geodésia Elementar e Astronomia de Campo e mais tarde, com a morte de Teodoro Augusto Ramos, foi transferido para a cadeira de Cálculo Vetorial e Mecânica Racional. De julho a dezembro de 1941 assumiu a função de diretor da escola, onde se aposentou em 1943. Em 1942, por deliberação unânime da Congregação da Escola Politécnica, recebeu o título de "Professor insigne", nos termos do decreto 12.703, assinado pelo interventor Fernando de Sousa Costa. A Associação de Ex-Alunos da Escola Politécnica, por sua vez, o homenageou em 1946 com um pergaminho que o qualificava como "Professor insigne e emérito".
Participou da primeira comissão oficial para estudar a implantação de uma universidade paulista, em 1931, ao lado dos professores José de Alcântara Machado, Raul Carlos Briquet e Fernando de Azevedo, e do jornalista e proprietário do jornal O Estado de S. Paulo, Júlio de Mesquita Filho. Após a criação da USP, em 1934, foi o segundo reitor da instituição, a convite do interventor Adhemar de Barros, entre 1938 e 1939. Em seu discurso de posse, ele descreve assim o papel que atribuía à instituição: "Ao tomar posse do cargo de Reitor da Universidade de São Paulo, sejam as minhas primeiras palavras uma afirmação de fé, no papel que essa Instituição está fadada desempenhar como principal propulsora do progresso moral e material da nossa terra, e progresso moral antes de material, não alimento ilusões sobre o esforço a despender num campo como esse, onde quase tudo ainda se está por fazer. A estrada é áspera e a jornada é longa e eriçada de dificuldades, mas já dizia o poeta: viver é lutar. Posso afiançar-vos que o homem habituado aos estudos e encanecido ao contato diário dos livros há de encontrar na obra ciclópica da elevação e do aprimoramento no nível cultural de nossa gente, estímulo suficiente para levar avante o trabalho iniciado. É para isso que conto de antemão, como se faz mister, com apoio do Governo do Estado e espero a eficiente colaboração dos ilustres colegas do Conselho Universitário, assim como dos professores em geral da Universidade".
Seu mandato como reitor da USP foi interrompido em abril de 1939, 11 meses após sua posse, por divergências com o interventor, conforme o relato do professor José Augusto Martins: "Naquele tempo, a Universidade de São Paulo e suas escolas dependiam muito da ação direta do Governador do Estado. O professor Lucio Martins Rodrigues foi muito pouco tempo Reitor da Universidade de São Paulo. [...] Um fato que à época marcou a sua vida foi que, como era de hábito, o Governador do Estado nomeava os professores, após concurso, e os funcionários da Universidade. Um dos funcionários nomeados não estava na lista das necessidades da Escola Politécnica e foi nomeado pelo Interventor de então, Adhemar Pereira de Barros, sem anuência do Reitor. O protesto desse homem, Lucio Martins Rodrigues, mostra a sua estatura de homem de coragem e personalidade severa. Ele nem foi ao Palácio do Governo pedir demissão do cargo, simplesmente desapareceu desse cargo, em sinal de protesto".
Junto com seus colegas Francisco Behring e Rogério Fajardo, foi um dos precursores no ensino da astronomia no Brasil e um dos primeiros professores em cursos regulares de astronomia. Ao lado dos professores Theodoro Ramos e José Otávio Monteiro de Camargo, foi responsável pela introdução do ensino de cálculo vetorial na Escola Politécnica. Promoveu mudanças importantes no ensino de cartografia nessa escola: "abordagem da teoria dos erros como um tema independente e importante para a Topografia; abordagem de novas projeções cartográficas; utilização dos teodolitos Keuffel & Esser nas aulas e trabalhos práticos; locação topográfica; e o aprofundamento em Geodesia e Astronomia".
Dentre seus trabalhos de pesquisa se destacam suas experiências com o Pêndulo de Foucault (foi o primeiro a realizá-las no Brasil), um estudo sobre as marés e as fases da lua e uma análise acerca da história da navegação no século XVI. Foi responsável pela montagem e edificação do Observatório Astronômico da Escola Politécnica, na Praça Buenos Aires, hoje Parque Buenos Aires, no bairro de Higienópolis, distrito da Consolação. Com três pavimentos e alguns instrumentos científicos instalados, esse observatório didático, destinado ao treinamento de alunos da escola, foi desativado devido à verticalização de seu entorno, que prejudicou as observações. Em sua produção científica, sobressaem as obras Astronomia pelo cálculo vetorial, Mecânica racional, Mecânica celeste e A astronomia na época do descobrimento do Brasil.
Além da atuação como professor e pesquisador, dedicou-se à construção do Porto de Santos e participou da comissão de saneamento da capital paulista no começo do século XX. Em 1917, organizou junto com Caio Prado Júnior e Heitor Teixeira Penteado o 1º Congresso Paulista de Estradas de Rodagem. Durante 30 anos trabalhou como engenheiro de obras, revezando-se em cargos como engenheiro auxiliar, engenheiro-chefe e, interinamente, diretor de obras na Prefeitura de São Paulo. Nessas atividades, teve a oportunidade de por em prática a vivência adquirida em viagens ao exterior, em especial em numerosas visitas a cidades europeias e norte-americanas, como observador atento de sua organização em termos de transporte, urbanismo e saneamento.

## Vida pessoal
Casou-se em 1897 com Margarida Pinho Rodrigues (1878-1954), com quem teve oito filhos, Alexandre, Edgard, Margarida, Lucio, Jorge, Plinio, Lilia e Marina. Após se tornar viúvo, casou-se em segundas núpcias com Isabel Fonseca Martins Rodrigues (1910-1983). Dentre os quinze netos, três também foram professores da Universidade de São Paulo: Alexandre Augusto Martins Rodrigues, na Escola Politécnica e no Instituto de Matemática e Estatística, João Eduardo Rodrigues Villalobos, na Faculdade de Educação, e Jessita Maria Nogueira Moutinho, na Faculdade de Filosofia, Letras e Ciências Humanas.

## Morte
Mesmo aposentado, permaneceu trabalhando e em contato com a pesquisa. Morreu em 19 de agosto de 1970, em São Paulo, aos 94 anos.

## Legado
A Avenida Prof. Lúcio Martins Rodrigues, na Cidade Universitária, distrito do Butantã, onde hoje estão situados a Escola de Comunicações e Artes (ECA) e o Instituto de Relações Internacionais (IRI), é uma das 11 vias do campus que recebem nomes de ex-reitores da USP.. A Rua Prof. Lúcio Martins Rodrigues, no distrito da Vila Sônia, na cidade de São Paulo, e a EMEF Prof. Lúcio Martins Rodrigues, em São Vicente, também foram nomeadas em sua homenagem. Já a Vila Margarida e a escola estadual Margarida Pinho Rodrigues, em São Vicente, fazem referência a sua primeira esposa.